# Saint Mary's University (San Antonio)
La Saint Mary's University è un'università privata di indirizzo cattolico con sede a San Antonio, nello stato americano del Texas.
Il Saint Mary’s Institute fu fondato il 25 agosto 1852 come scuola maschile dai religiosi della Società di Maria; prese il nome di Saint Mary’s College nel 1882. Nel 1894 il campus fu trasferito in una nuova sede e l'istituto cambiò titolo in Saint Louis College, ma tornò alla precedente denominazione nel 1923. Divenne la Saint Mary's University nel 1927. Le studentesse furono ammesse per la prima volta ai corsi nel 1963.